# Большая Уря
Больша́я У́ря — село в Канском районе Красноярского края на реке Большая Уря. Центр муниципального образования «Сельское поселение Большеуринский сельсовет».

## История
Первые упоминания о нём относятся к 1740 году. Во время 2-й Камчатской экспедиции руководителю академического отряда И. Г. Гмелину, рассказывали о заимке канского жителя Федора Коснина. Заимка находилась на месте современной Большой Ури.
В конце сентября 1791 года через Большую Урю по Московскому тракту проследовал в Илимскую ссылку первый дворянский революционер Александр Николаевич Радищев. В своих путевых заметках, он писал: «…около Канского поля великие, по Кану есть, селения, живут от пашни, промыслов нет…»
Впоследствии Большая Уря являлась центром Уринской волости Канского уезда. На 1 января 1898 года в волость входило 22 населённых пункта.
Уринская волость имела 162 двора. Население волости: мужчины — 7382, женщины — 6966; в том числе Уринское: дворов — 375, население — 2224 человека.
В ноябре 1917 года рабочие Путиловского завода направили в Сибирь телеграмму с просьбой помочь, страдающему от голода, Петрограду хлебом. 30 ноября сельское собрание Большой Ури постановило оказать помощь. Большеуринские крестьяне направили 40 вагонов хлебом Петроградским рабочим.
В 20-е годы появились первые колхозы. В Большой Уре в 1929 году была организована первая коммуна «Октябрь», но просуществовала она не долго — в 1931 году был создан колхоз им. Разумова. Колхоз неоднократно менял название: «Новая жизнь», им. Карла Маркса, им. 3 сталинской пятилетки. Уже в 20-30 годах крестьяне волости выращивали хорошие урожаи.

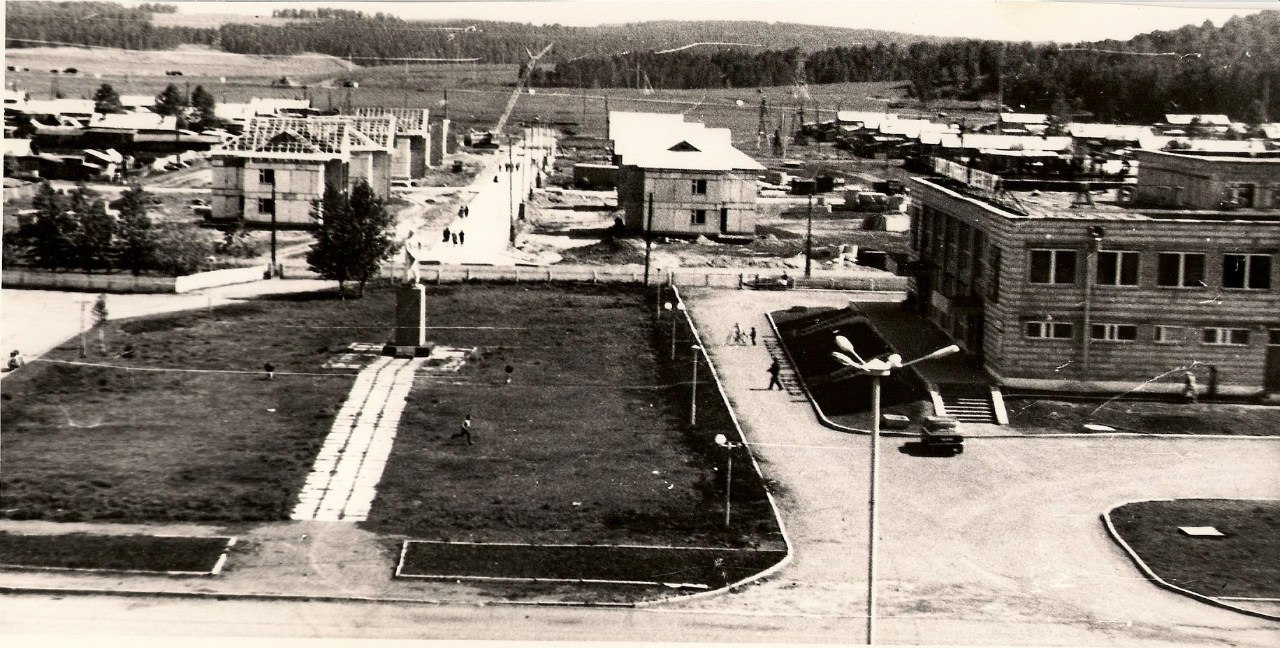
Большая Уря. Центр. 1993 год

1 января 1971 года на базе трех отделений Канского птицесовхоза и отделения совхоза «Красный Маяк» организован новый совхоз «Большеуринский» с центром в Большой Уре.

## Население
| 1898 | 1926  | 2010  |
| ---- | ----- | ----- |
| 2224 | ↘2142 | ↘1223 |

## Образование и культура
В Большой Уре действует средняя общеобразовательная школа МБОУ «Большеуринская СОШ», дом культуры и сельский клуб. Детская школа искусств .